# XXXVII edició dels Premis Ariel
La XXXVII edició dels Premis Ariel, organitzada per l'Acadèmia Mexicana d'Arts i Ciències Cinematogràfiques (AMACC), es va celebrar el 26 de juny de 1995 a Ciutat de Mèxic per celebrar el millor del cinema durant l'any anterior. Durant la cerimònia, l’AMACC va lliurar el premi Ariel a 26 categories en honor de les pel·lícules estrenades el 1994.

## Premis i nominacions
Nota: Els guanyadors estan llistats primer i destacats en negreta. ⭐
| Millor pel·lícula - El callejón de los milagros ⭐ - Bienvenido-Welcome - Dos crímenes - El jardín del Eden - Hasta morir | Millor direcció - Jorge Fons – El callejón de los milagros ⭐ - María Novaro – El jardín del Eden - Gabriel Retes – Bienvenido-Welcome - Fernando Sariñana – Hasta morir - Roberto Sneider – Dos crímenes |
| Millor actor - Demián Bichir – Hasta morir ⭐ - Damián Alcázar – Dos crímenes - Bruno Bichir – El jardín del Eden - Ernesto Gómez Cruz – El callejón de los milagros - Luis Felipe Tovar – Bienvenido-Welcome                                               | Millor actriu - Margarita Sanz – El callejón de los milagros ⭐ - Blanca Guerra – En medio de la nada - Salma Hayek – El callejón de los milagros - Dolores Heredia – Dos crímenes - María Rojo – Los vuelcos del corazón |
| Millor coactuació masculina - José Carlos Ruíz – Dos crímenes ⭐ - Fernando Arau – Bienvenido-Welcome - Daniel Giménez Cacho – El callejón de los milagros - Esteban Soberanes – El callejón de los milagros                                                | Millor coactuació femenina - Margarita Isabel – Dos crímenes ⭐ - Vanessa Bauche – Hasta morir - Leticia Huijara – Dos crímenes - Ana Ofelia Murguía – El jardín del Eden - Tiaré Scanda – El callejón de los milagros |
| Millor actor de repartiment - Luis Felipe Tovar – El callejón de los milagros ⭐ - Pedro Armendáriz – Dos crímenes - Ernesto Gómez Cruz – Los vuelcos del corazón - Ignacio Retes – Bienvenido-Welcome - Oscar Yoldi – El callejón de los milagros          | Millor actriu de repartiment - María Fernanda García – Bienvenido-Welcome ⭐ - Dolores Beristáin – Hasta morir - Delia Casanova – El callejón de los milagros - María Rojo – El callejón de los milagros |
| Millor argument original - Bienvenido-Welcome – Gabriel Retes i María del Pozo ⭐ - En el aire – Alicia García i Juan Carlos Llaca - El jardín del Eden – Beatríz Novaro i María Novaro - Hasta morir – Marcela Fuentes-Berain                              | Millor guió adaptat - El callejón de los milagros – Vicente Leñero de Zuqāq al-Midaq de Naguib Mahfouz ⭐ - Bienvenido-Welcome – Gabriel Retes i María del Pozo de llur història original - Dos crímenes – Roberto Sneider de Dos crímenes per Jorge Ibargüengoitia - Hasta morir – Marcela Fuentes-Berain de la seva història original - Los vuelcos del corazón – Mitl Valdez de Resurrección Sin Vida de José Revueltas |
| Millor fotografia - Bienvenido-Welcome – Chuy Elizondo ⭐ - Dos crímenes – Carlos Marcovich - El callejón de los milagros – Carlos Marcovich - En el aire – Carlos Rocha - Hasta morir – Guillermo Granillo                                                 | Millor edició - Bienvenido-Welcome – Carlos Salces ⭐ - El callejón de los milagros – Carlos Savage - Dos crímenes – Óscar Figueroa - Hasta morir – Carlos Bolado |
| Millor escenografia - El callejón de los milagros – Carlos Gutiérrez ⭐ - Dos crímenes – Marisa Pecanins - Hasta morir – Gloria Carrasco | Millor banda sonora - Bienvenido-Welcome – Angel Romero ⭐ - El callejón de los milagros – Lucía Álvarez - Dos crímenes – Arturo Márquez - En el aire – Alejandro Giacomán - Hasta morir – Enrique Quezadas |
| Millor tema musical - El callejón de los milagros – Lucía Álvarez ⭐ - Hasta morir – Enrique Quezadas i Fernando Sariñana - Los vuelcos del corazón – Mitl Valdez                                                                                           | Millor so - Hasta morir – Miguel Sandoval ⭐ - Bienvenido-Welcome – Evelia Cruz - Dos crímenes – David Baksht, Salvador de la Fuente i Gabriel Romo - El callejón de los milagros – David Baksht - En el aire – Antonio Diego |
| Millor ambientació - Bienvenido-Welcome – Miguel Peraza ⭐ - Dos crímenes – Marisa Pecanins - El callejón de los milagros – Carlos Gutiérrez - El jardín del Eden – Brigitte Broch - Hasta morir – Gloria Carrasco - Los vuelcos del corazón – Jaime García | Millor vestuari - El callejón de los milagros – Jaime Ortíz ⭐ - En el aire – Mónica Neumaier - Los vuelcos del corazón – faes Moreno |
| Millor maquillatge - El callejón de los milagros – Elvia Romero ⭐ - Dos crímenes – Laura San Martín - En el aire – Lucrecia González | Millors efectes especials - (No atorgat) - Días de combate – Alejandro Vázquez - En el aire – Alejandro Vázquez - Hasta morir – Alejandro Vázquez - En medio de la nada – Alejandro Vázquez |
| Millor opera prima - Dos crímenes – Roberto Sneider ⭐ - En el aire – Juan Carlos Llaca - Hasta morir – Fernando Sariñana | Millor curtmetratge de ficció - Un Volcán con Lava de Hielo – Valentina Leduc ⭐ - Del Otro Lado del Mar – Marcella Arteaga - El Árbol de la Música – Isabelle Tardan i Sabina Berman |
| Millor curtmetratge documental - 'No atorgat' | Millor llargmetratge documental - No atorgat |
| Reconeixement especial - Carmen Montejo ⭐ | Ariel d'or - Manuel Esperón ⭐ |
| Medalla Salvador Toscano - Lupita Marino ⭐ | |